# Otto Nilsson
Sven Otto Nilsson, född 26 september 1879 i Göteborgs domkyrkoförsamling, död 10 november 1960 i Oskar Fredriks församling, Göteborg, var svensk friidrottare och en av Sveriges bästa kastare i början av 1900-talet.
Han tävlade först för GAIS men från 1900 för Örgryte IS.
Han arbetade som föreståndare i Göteborg.

## Främsta meriter
Vid OS i London 1908 vann Nilsson bronsmedalj i spjutkastning.

## Idrottskarriär

### Kulstötning
Nilsson vann SM 1901 i kulstötning (sammanlagt) med 21,18. Man tävlade inte i SM i grenen kulstötning (bästa hand) förrän 1924.
1902 vann han SM igen (21,30).
Enligt  förbättrade han 1902 C.E. Helgessons  (inofficiella) svenska rekord i kulstötning (sammanlagt) från 1895 på 21,64 till 22,96. Rekordet skulle slås av Eric Lemming 1906 (med 23,26), och härvid blev det också officiellt svenskt rekord i grenen.
1903 vann Nilsson SM i kulstötning för tredje gången i rad (21,39).
Efter att Eric Lemming snuvat honom 1904 och 1905 vann han återigen SM 1906 (22,16).
1907 vann han SM i kulstötning för femte och sista gången (23,21). Detta år slog han också Eric Lemmings svenska rekord från 1906 (23,26) i kulstötning (sammanlagt) med resultatet 23,42. Detta skulle han komma att förlora till Lemming påföljande år. Nilsson satte den 1 augusti även svenskt rekord i kulstötning (bästa hand) i det han slog Lemmings rekord (12,23) från 1904 med en stöt på 12,33. Även detta rekord förlorade han till Eric Lemming som slog det påföljande år med 12,80.

### Diskuskastning
1899 vann Nilsson SM i diskuskastning (bästa hand) med ett kast på 32,84. Efter detta tävlades det inte i grenen i SM förrän 1924.
1901 vann han återigen SM, denna gång i den enda diskusvarianten (sammanlagt), med resultatet 62,52. Han var också Sverige-etta detta år i kast med bästa hand med 37,03.
Även 1902 var han bäst i Sverige med ett kast på 38,47.
Han vann SM i diskuskastning för tredje gången 1906 (65,78).
1907 satte han svenskt rekord i diskuskastning (sammanlagt) med 67,86. Han slog därmed Ruben Lundqvists rekord på 66,79 från tidigare samma år. 
Nilsson förbättrade sitt rekord i diskus (sammanlagt) 1908 till 69,55, men förlorade det senare samma år till Eric Lemming. Han deltog även i diskuskastning vid OS i London, men blev oplacerad.
1909 vann han SM i diskus en fjärde och sista gång (68,00).

### Spjutkastning
Nilsson vann SM 1901 i spjutkastning (sammanlagt) - man införde inte SM i spjutkastning (bästa hand) förrän 1924.
Han vann även SM 1906 (82,62).
1908 deltog Otto Nilsson vid OS i London, där han vann en bronsmedalj i spjutkastning (grekisk stil) med resultatet 47,11.
Vid OS i Stockholm 1912 kom han på i spjutkastning på åttonde plats sammanlagt och på tionde plats (bästa hand). I diskus kom han på 40:e plats.

### Allmänt
Otto Nilsson blev 1928 retroaktivt utsedd till Stor grabb nummer 2 i friidrott.
Förutom i olika typer av kast tävlade han även i ett antal av sin tids andra idrotter, bland annat simning, brottning, atletik (dvs tyngdlyftning) och fotboll. Han var även en god gymnast.
Otto Nilsson är begravd på Västra kyrkogården i Göteborg.

## Bilder

Otto Nilsson
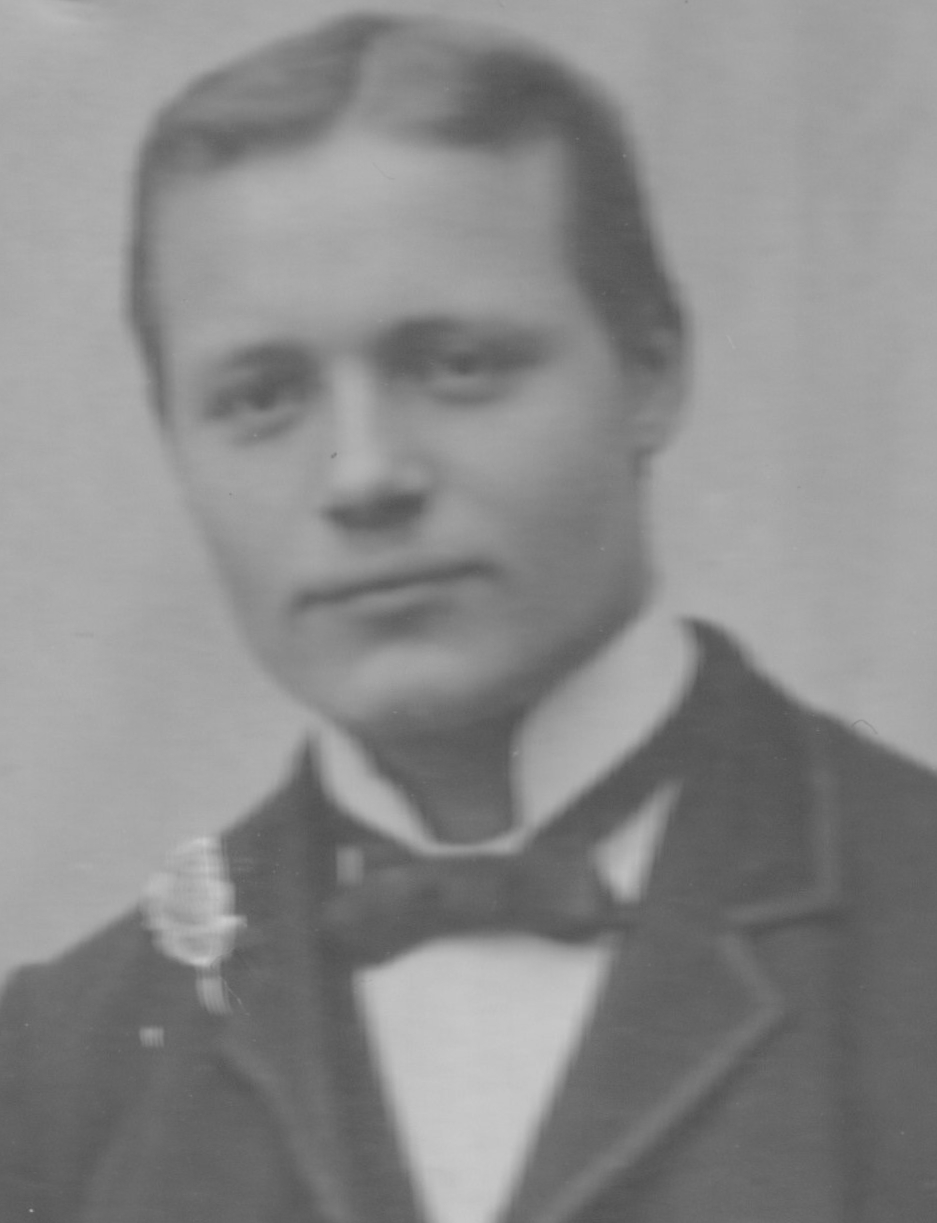
Otto Nilsson runt 1900.
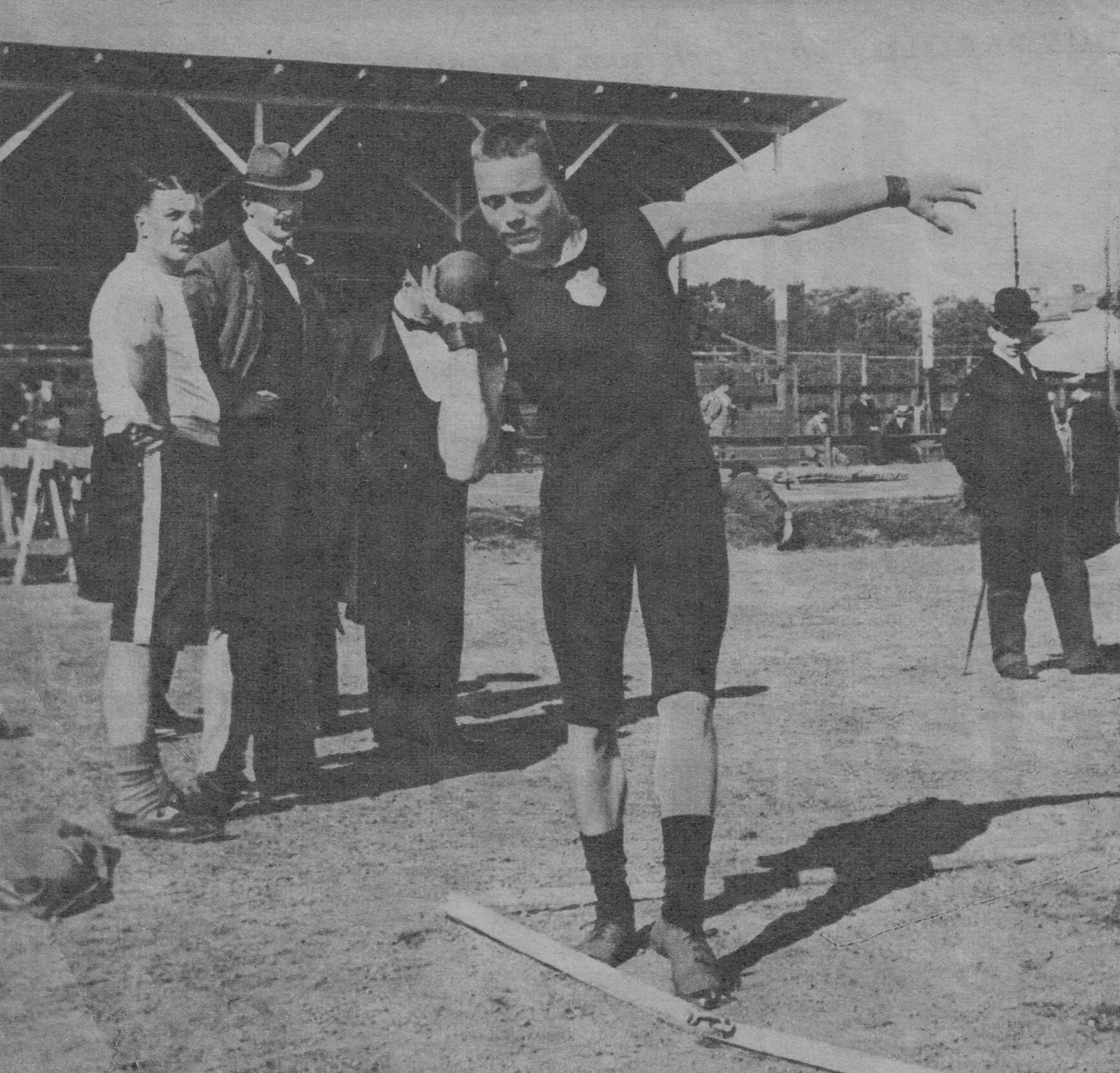
Otto Nilsson kulstöter vid 1901 års svenska mästerskap i Göteborg.